# Wilhelm Furtwängler
Wilhelm Furtwängler (født 25. januar 1886, død 30. november 1954) var en tysk dirigent og anses i almindelighed for en af de betydeligste dirigenter i det 20. århundrede. 
Furtwängler var chefdirigent for flere af Tysklands og Østrigs førende symfoniorkestre. Han var en af de førende musikere, der blev i Tyskland under nazismen, men hans allerede betydende position som dirigent, bl.a. for Berliner Filharmonikerne, var med til at sikre, at han kunne hjælpe en række jødiske kolleger og kunne undgå medlemskab af nazistpartiet. Hans forbliven betød, at han efter 2. verdenskrig ikke kunne dirigere, før han i 1947 var blevet frikendt af en afnazificeringsdomstol takket være hjælp fra jøder, han havde frelst. Han var til 1931 gift med den danske Zitla Lund. Han havde fire børn uden for ægteskab og en søn født i ægteskab.